# Jan Camiel Willems
Jan Camiel Willems (Bruges, 18 de setembro de 1939 – 31 de agosto de 2013) foi um matemático belga, especialista em teoria geral de sistemas.
Foi fellow do Instituto de Engenheiros Eletricistas e Eletrônicos (IEEE), da Society for Industrial and Applied Mathematics (SIAM), da American Mathematical Society e da International Federation of Automatic Control. Foi palestrante convidado do Congresso Internacional de Matemáticos em Berlim (1998: Open dynamical systems and their control).
Recebeu o Prêmio Sistemas de Controle IEEE de 1998.